# Crises
Crises (en grec antic: Χρύσης) va ser un heroi, fill d'Agamèmnon i de Criseida. Era net de Crises, sacerdot d'Apol·lo.

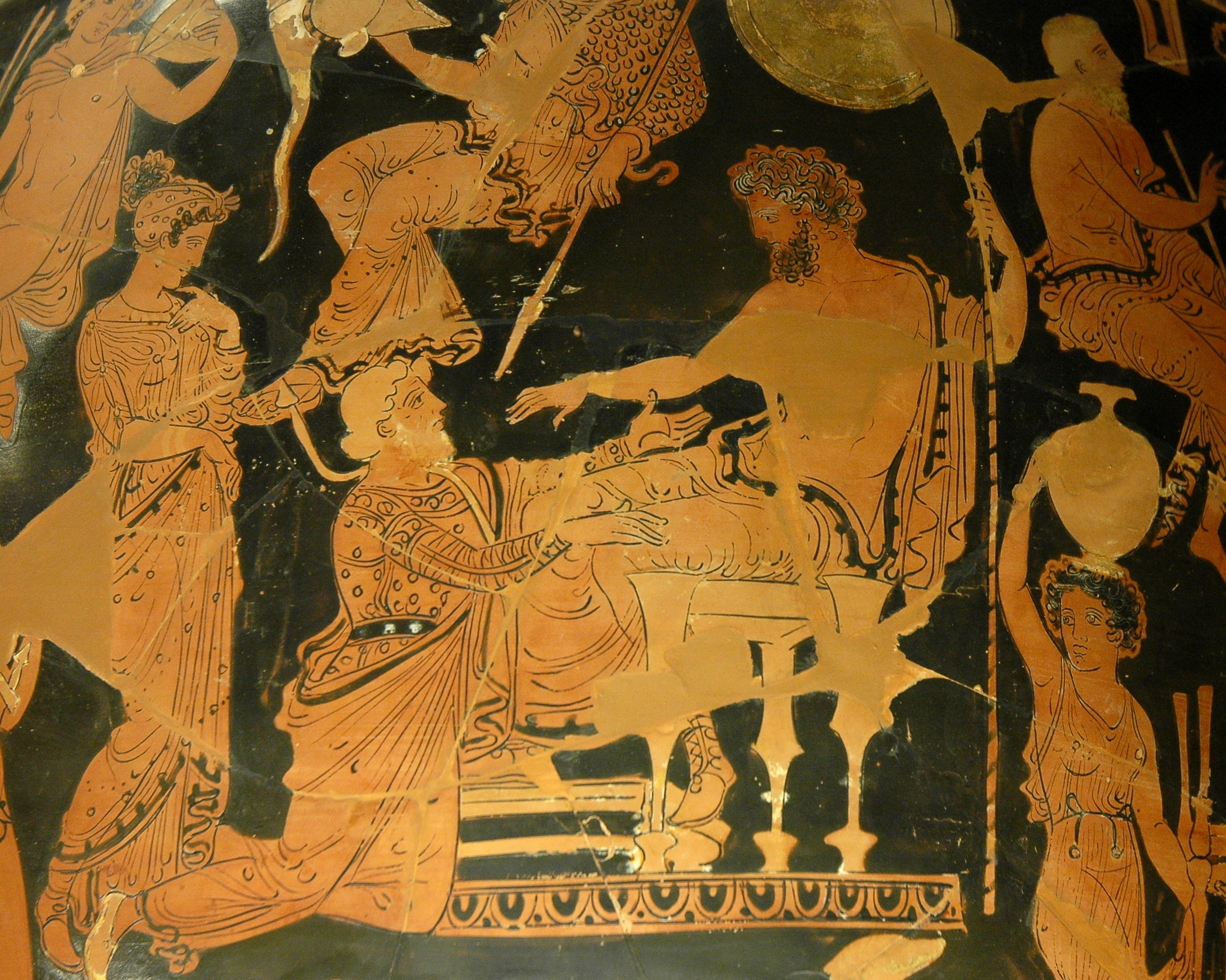
Crises (l'avi de Crises) intenta rescatar la seva filla Criseis d'Agamèmnon.

Quan Agamèmnon anava cap a Troia, Aquil·les al passar per Mísia es va endur Criseida, filla del sacerdot d'Apol·lo i la va donar a Agamèmnon. El sacerdot va suplicar que li tornés la filla, però no se'n va sortir. Per això Apol·lo va destruir gairebé tot l'exèrcit grec, amb una pesta i per la fam.
Llavors Agamèmnon va tornar Criseida, que estava embarassada, al seu pare, però ella va dir que el rei l'havia respectada. Quan va néixer el nen, l'anomenà Crises, i va atribuir a Apol·lo la paternitat. Més tard, quan Troia ja havia estat vençuda, Orestes i Ifigènia es van presentar davant de Crises, fugint de la venjança de Toant, rei de la Tàurida, i van demanar-li asil, però el sacerdot els volia entregar al seu perseguidor. Criseida li va dir que el vertader pare del seu fill era Agamèmnon, i que en realitat hi havia vincles familiars que els relacionaven amb els fugitius, perquè Criseida i Orestes eren germanastres. Crises va renunciar a entregar-los, i amb l'ajuda del seu net Crises van matar Toant.